# Uegitglanis zammaranoi
Uegitglanis zammaranoi és una espècie de peix de la família dels clàrids i de l'ordre dels siluriformes.

## Morfologia
- Els mascles poden assolir 10,1 cm de longitud total.[5][6]

## Hàbitat
És un peix d'aigua dolça i de clima tropical.

## Distribució geogràfica
Es troba a Àfrica: viu en coves prop dels rius Uegit i Uebi Scebeli (Somàlia).